# Bataille de Raqqa (2017)
Pour les articles homonymes, voir Offensive de Raqqa et bataille de Raqqa.
Guerre civile syrienne
Batailles
La bataille de Raqqa a lieu lors de la guerre civile syrienne durant l'opération Colère de l'Euphrate, dont elle marque la phase finale. Elle est lancée le 6 juin 2017 par les Forces démocratiques syriennes (FDS), avec le soutien de la coalition internationale menée par les États-Unis, afin de prendre Raqqa, la plus importante ville contrôlée par les djihadistes de l'État islamique en Syrie.
Les combats durent quatre mois : les Forces démocratiques syriennes entrent dans la ville par les côtés Est et Ouest et encerclent totalement les djihadistes fin juin. À la mi-octobre, après la conclusion d'un accord, les derniers djihadistes peuvent évacuer la ville avec leurs familles en échange de la libération des civils retenus comme boucliers humains. La bataille s'achève le 17 octobre 2017 par la victoire des FDS qui prennent le contrôle de Raqqa, détruite cependant à 80 %.

## Prélude

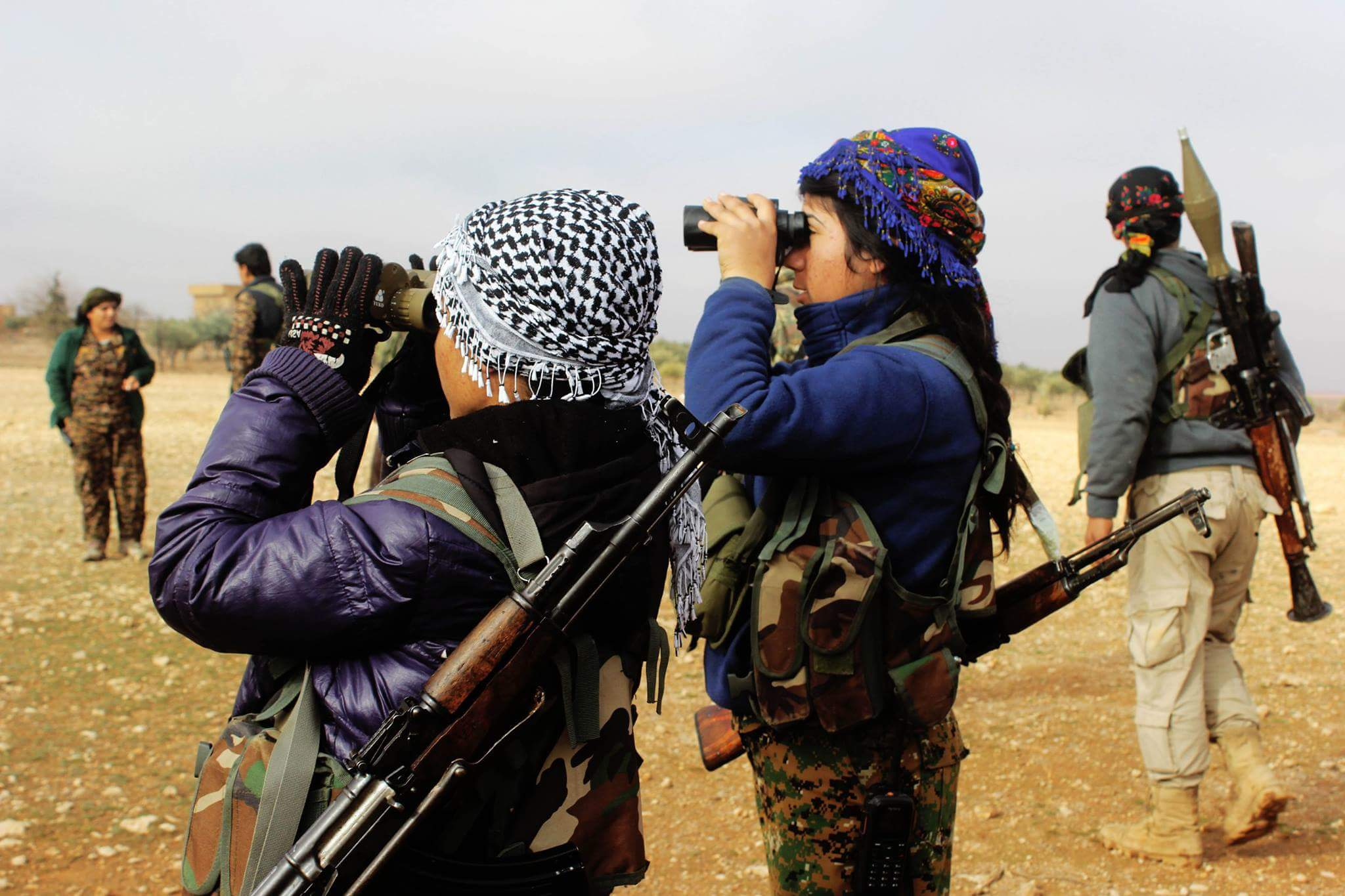
Des combattantes des YPJ, au nord de Raqqa, le 7 février 2017.

La ville de Raqqa a souvent été considérée comme la « capitale » officieuse de l'État islamique en Syrie,. Cependant, quelques mois avant le début de la bataille, l'état-major et l'administration de l'organisation djihadiste auraient quitté la ville pour s'installer à Mayadine, dans le gouvernorat de Deir ez-Zor,,. Selon l'ONU, Raqqa comptait 300 000 habitants — dont 80 000 déplacés ayant fui d'autres régions de Syrie — au moment de sa prise de contrôle par l'État islamique en 2014,. Des habitants commencent à fuir dans les semaines précédant l'attaque de la ville. Environ 170 000 habitants de Raqqa et de sa région fuient les combats rien qu'en avril et mai 2017. Médecins sans frontières établit un camp de réfugiés à Aïn Issa, à une trentaine de kilomètres au nord de Raqqa, et affirme le 6 juin recevoir 800 déplacés par jour. Lorsque la bataille de Raqqa débute, le nombre des civils à l'intérieur de la ville est alors estimé à 160 000 par l'ONU,.
Après sept mois d'offensive baptisée « opération Colère de l'Euphrate », la prise de la ville de Raqqa entre dans sa « cinquième et dernière phase »,,. Ainsi, les Forces démocratiques syriennes (FDS) encerclent presque complètement la ville,. Elles sont déployées au nord, à l'ouest et à l'est de la cité. Les djihadistes ne peuvent se replier que par le sud en traversant l'Euphrate, mais la zone est surveillée par les forces aériennes de la coalition,, qui ont de plus détruit les ponts au mois de février 2017,. Fin mai, les États-Unis livrent des véhicules et pour la première fois des armes légères aux FDS,,.
Le 2 juin, les FDS s'emparent de la ville d'al-Mansoura, à environ 20 km au sud-ouest de Raqqa. Le 4 juin, l'artillerie des FDS bombarde pour la première fois des quartiers en périphérie de la ville : al-Machlab et Souk al-Hadid.

## Forces en présence

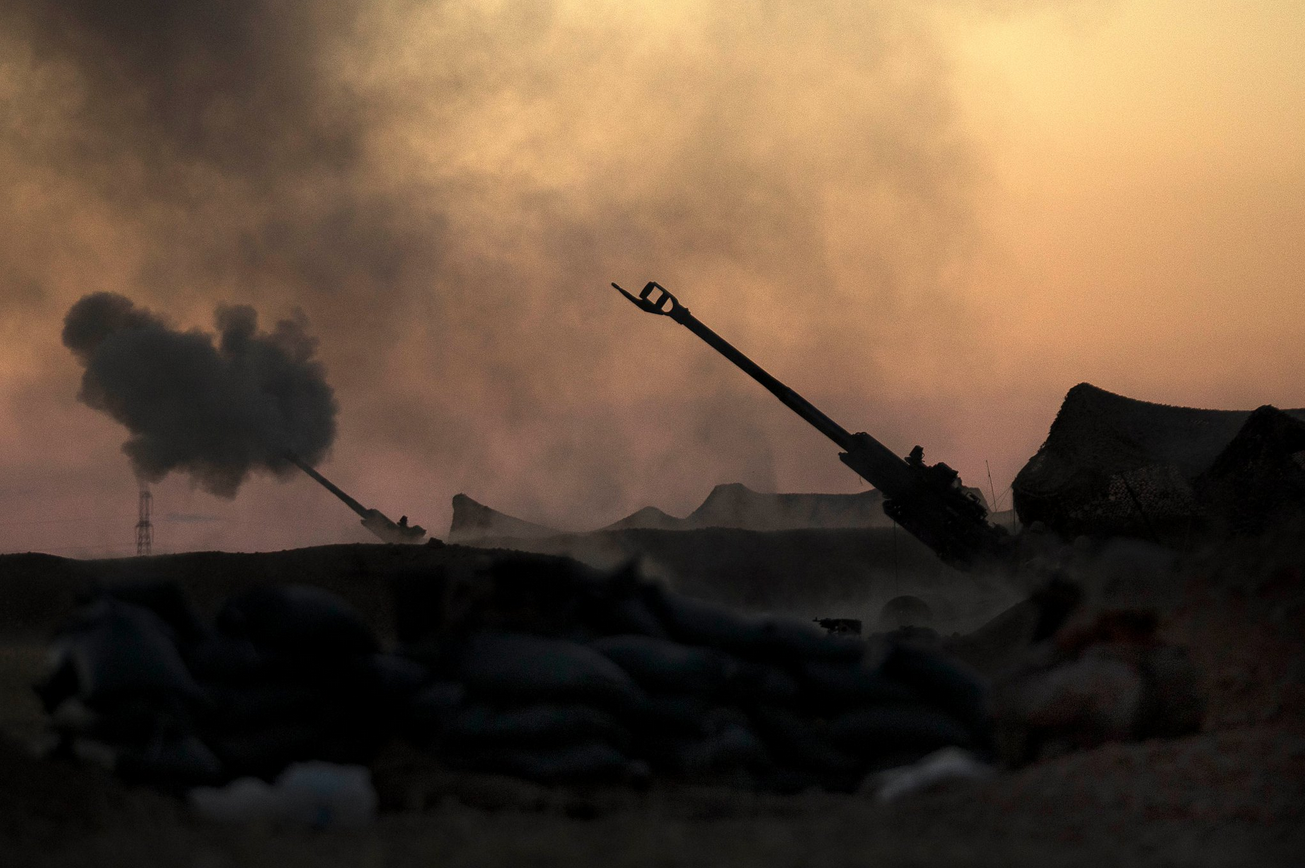
Tirs d'artillerie effectuées par le corps des marines des États-Unis en soutien aux Forces démocratiques syriennes, le 21 juin 2017.

Les forces de l'État islamique assiégées à Raqqa sont estimées par la coalition entre 3 000  et   4 000 hommes. La Direction du Renseignement militaire française estime que 2 500  à   3 000 hommes de l'EI sont présents à Raqqa, plus 2 000 autres dans les localités plus à l'est. L'envoyé spécial des États-Unis auprès de la coalition, Brett McGurk, déclare pour sa part le 4 août 2017, alors que la bataille est engagée depuis deux mois, que 2 000 djihadistes sont toujours présents à l'intérieur de Raqqa. RFI indique, quant à elle, que selon des sources indépendantes syriennes, 3 000  à   5 000 djihadistes font face à 15 000 combattants des FDS. Depuis 2015, les djihadistes ont préparé la défense de la ville en construisant des fortifications et en creusant des tranchées et des tunnels,. Ils utilisent leur tactique habituelle : drones armés, véhicule piégés kamikazes (VBIED) et engins explosifs improvisés (IED).
Les Forces démocratiques syriennes sont dominées par les Kurdes des YPG et les YPJ, mais d'autres groupes sont également présents, comme les unités yézidies des YBŞ et des YJÊ, ainsi que des groupes arabes, comme le Liwa al-Tahrir, ou les Forces d'élite syriennes. L'ensemble de ces forces est dirigée par Rojda Felat. Elles sont appuyées par la coalition qui engage son aviation — plus de 3 000 frappes aériennes sont menées lors de la bataille — et ses forces spéciales,. Les États-Unis déploient notamment des forces spéciales du 75e régiment de rangers, chargées de guider l'appui aérien, ainsi que des batteries d'obusiers M777 et des hélicoptères AH-64 Apache,. Des conseillers militaires américains sont également présents à l'intérieur de la ville et selon le colonel Ryan Dillon, un porte-parole de l'armée américaine, s'ils ne combattent pas directement, ils sont cependant « bien plus exposés au contact avec l'ennemi qu'en Irak ». Des forces spéciales françaises et britanniques sont également engagées dans les opérations. Le 17 juillet 2017, l'agence de presse turque Anadolu dévoile la localisation de forces spéciales américaines et françaises dans dix bases — deux aérodromes et huit avant-postes — au nord de la Syrie et affirme que 200 soldats américains et 75 soldats français sont basés dans un avant-postes à une trentaine de kilomètres au nord de Raqqa. Des avions belges appuient aussi l'offensive. Les FDS bénéficient également de jumelles thermiques et d'armes équipées de lunettes de tirs nocturnes qui leur donnent un avantage dans les combats de nuit.
Le 2 juillet 2017, un millier de nouvelles recrues sont déployées en renfort à Raqqa par les FDS.

## Déroulement

### Progression des Forces démocratiques syriennes dans les quartiers de Raqqa
- Territoire contrôlé par les Forces démocratiques syriennes
- Territoire contrôlé par l'État islamique

Carte de la progression des Forces démocratiques syriennes (dates au format américain)
Territoire contrôlé par les Forces démocratiques syriennes
Territoire contrôlé par l'État islamique
.

Le 6 juin 2017, les Forces démocratiques syriennes entrent dans Raqqa par le quartier de Mechleb, à l'est,,. C'est un groupe arabe, les Forces d'élite syriennes, qui pénètre le premier dans la ville. L'assaut est également lancé sur la base militaire de la Division 17, au nord,. Talal Sello, porte-parole des FDS, annonce alors le « début de la grande bataille pour libérer la ville de Raqqa »,,.
Le 7 juin, les FDS prennent le quartier de Mechleb, situé à l'est de Raqqa ainsi que la citadelle de Harqal, située à l'ouest de la ville,. Le 9 juin, selon l'OSDH, les FDS entrent dans le quartier de Jazra, situé en périphérie, à l'ouest de Raqqa. Le 10 juin, elles s'emparent de la partie ouest du quartier d'al-Sabahiya, puis avancent vers le quartier adjacent d'al-Roumaniya, plus au nord. Le 11 juin, elles annoncent avoir entièrement conquis le quartier d'al-Roumaniya. En revanche, les djihadistes contiennent les assauts des FDS sur la base de la Division 17,. Le 12 juin, les FDS progressent à l'est depuis le quartier de Mechleb et se rapprochent de la vieille ville en prenant le contrôle selon l'OSDH de 70 % du quartier d'al-Senaa. Au nord, les FDS ont pris une partie de la base de la Division 17 et d'une usine de sucre adjacente, mais ils se heurtent toujours à une forte résistance des djihadistes,.
Selon le photojournaliste Guillaume Briquet : « Les Américains ont mis en place une tactique très lente de progression : reconnaissances des lieux avec les drones, bombardements et avancée de 200 mètres, 500 mètres ou 1 kilomètre. Ils restent deux-trois jours, ils stabilisent, ils déminent le terrain. Ensuite, ils renvoient les drones, ils bombardent à nouveau. Ils avancent comme ça, à chaque fois en fortifiant leurs arrières ». Les deux camps engagent un grand nombre de snipers dans la bataille, tandis que les mines et engins explosifs sont massivement utilisés par les djihadistes, aussi bien dans les rues qu'à l'intérieur des maisons,.
Au début de la bataille, la coalition utilise du phosphore blanc dans des zones d'habitat de civils, ce qui est interdit par les conventions internationales,,,,.

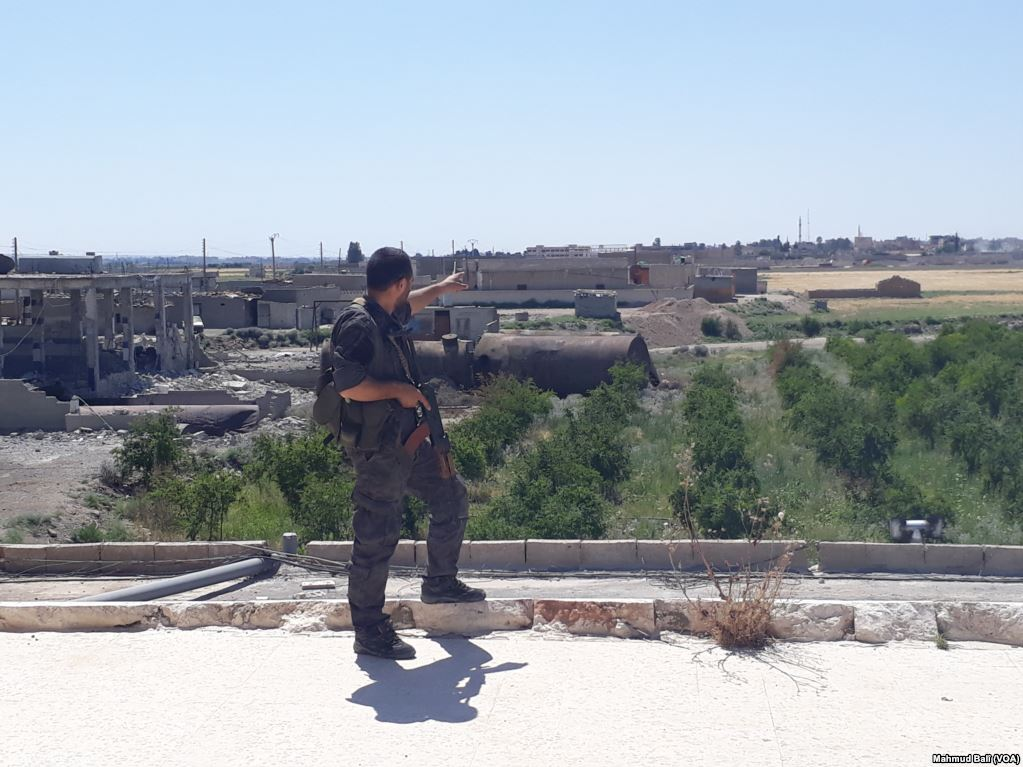
Un Combattant des Forces démocratiques syriennes aux abords de Raqqa, début juin 2017.

Le 20 juin, les FDS poursuivent l'encerclement de la ville par le sud en prenant les localités situées sur la rive méridionale de l'Euphrate comme Kasrat al-Farj. Les troupes arabo-kurdes poursuivent leur progression sur la rive sud du fleuve en aval de la ville.
Selon l'OSDH, à la date du 26 juin les FDS contrôlent quatre quartiers — al-Roumaniya et Sabahiya à l'ouest, al-Senaa et Mechleb à l'est — soit 25 % des quartiers résidentiels. Les forces kurdes concentrent alors leurs efforts sur le centre de la ville. Le 27 juin, au moins 19 djihadistes sont tués dans le quartier d'al-Nahda selon les FDS.
Le 29 juin, les Kurdes coupent la dernière voie de retraite au sud de l'Euphrate, la ville de Raqqa est alors totalement encerclée. Cependant le même jour, une quarantaine de djihadistes vêtus d'uniformes des FDS mènent une contre-attaque sur al-Senaa et Mechleb : avec l'aide de trois véhicules kamikazes et de drones armés de charges explosives, ils reprennent six positions dans ces quartiers et tuent plusieurs combattants kurdes,. Le lendemain, les djihadistes parviennent à reprendre entièrement le quartier d'al-Senaa,. Le 1er juillet, les FDS contre-attaquent et reprennent 30 % du quartier. Le 2 juillet, 70 % d'al-Senaa est repassé aux mains des Kurdes et des Forces d'élite syriennes. Selon l'OSDH, au moins 23 membres des Forces démocratiques syriennes et 17 djihadistes de l'État islamique sont tués à Raqqa entre le 1er et le 3 juillet 2017.

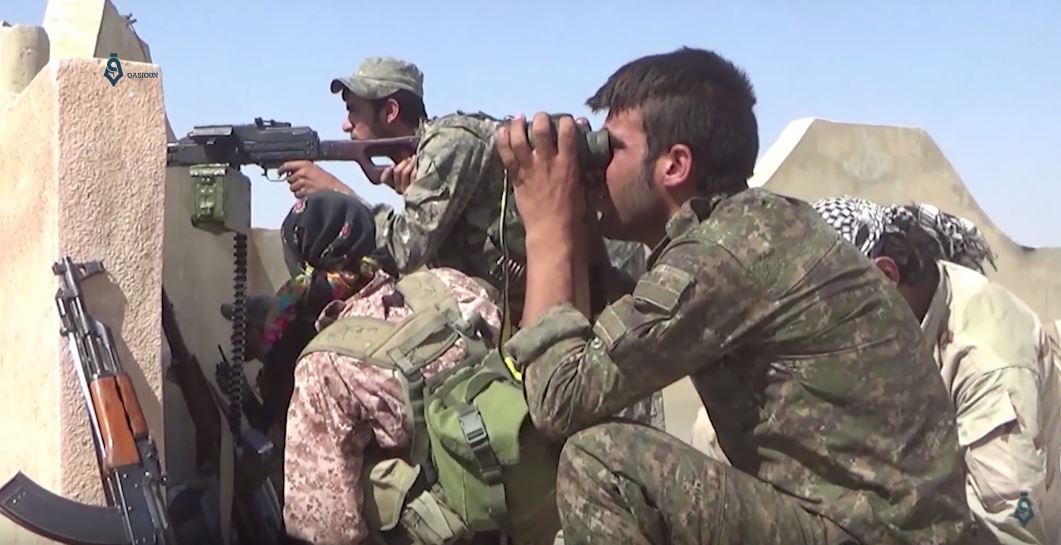
Combattants des Forces démocratiques syriennes à Raqqa, le 12 juillet 2017.

Le 2 juillet, les FDS traversent l'Euphrate et attaquent pour la première fois Raqqa par le sud. Elles s'emparent du marché d'al-Hal, au sud-est de la vieille ville.
Le 3 juillet, les avions de la coalition mènent des frappes qui ouvrent deux brèches dans le mur de Rafiqah, les fortifications datant du VIIIe siècle qui entourent la vieille ville. Les FDS pénètrent alors dans la vieille ville par l'est : ils prennent la route de Saif al-Dawlah et arrivent à quelques centaines de mètres de la Grande Mosquée,. Les djihadistes opposent une résistance farouche : au moins 21 d'entre eux sont tués en 48 heures selon l'OSDH, ainsi que cinq membres des FDS,. La ville est alors contrôlée par les groupes arabo-kurdes à 25 % selon un porte-parole des FDS et à 30 % selon l'OSDH,. Cependant, les hommes de l'État islamique mènent ensuite une contre-attaque dans la ville avec des véhicules piégés, des tirs de mortiers et des snipers, ce qui leur permet de freiner la progression des FDS.

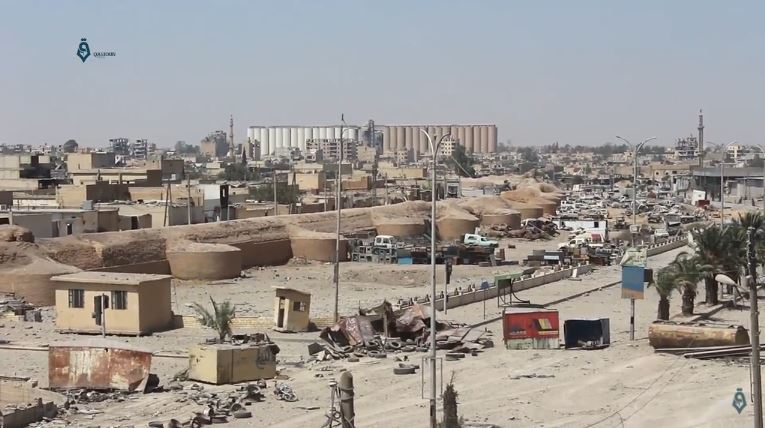
Vue du mur de Rafiqah, les remparts de la vieille ville de Raqqa, en août 2017.

Le 11 juillet, les FDS s'emparent du village d'al-Akerychi, à l'est de Raqqa, utilisé par les djihadistes comme base militaire et de camp d'entraînement. Selon l'OSDH, au moins 16 hommes de l'EI sont tués dans cet affrontement.
Le 14 juillet, les FDS reprennent entièrement le contrôle du quartier de Batani, au nord de la vieille ville, puis lancent une offensive sur le quartier voisin de Rmeila.
Le 16 juillet, le quartier de Yarmouk, au sud-ouest de la ville, est totalement contrôlé par les FDS selon une de leurs porte-parole, Jihane Cheikh Ahmed. Cependant pour l'OSDH, les FDS ne contrôlent que sa partie ouest et les combats se poursuivent dans la partie est. L'OSDH affirme alors que 35 % de la ville est aux mains de l'alliance arabo-kurde.
Le 26 juillet, les FDS font une importante avancée et contrôlent 50 % de Raqqa selon l'OSDH, contre 40 % deux jours plus tôt. Le 27 juillet, les FDS affirment également tenir la ville à 50 %, tandis que la coalition affirme qu'elle la contrôle à 45 %. Selon l'ONU, 20 000  à   50 000 civils sont encore présents à l'intérieur de la ville. Le 31 juillet, REACH, un réseau d'ONG humanitaires, rapporte que les habitants commencent à souffrir du manque de nourriture.

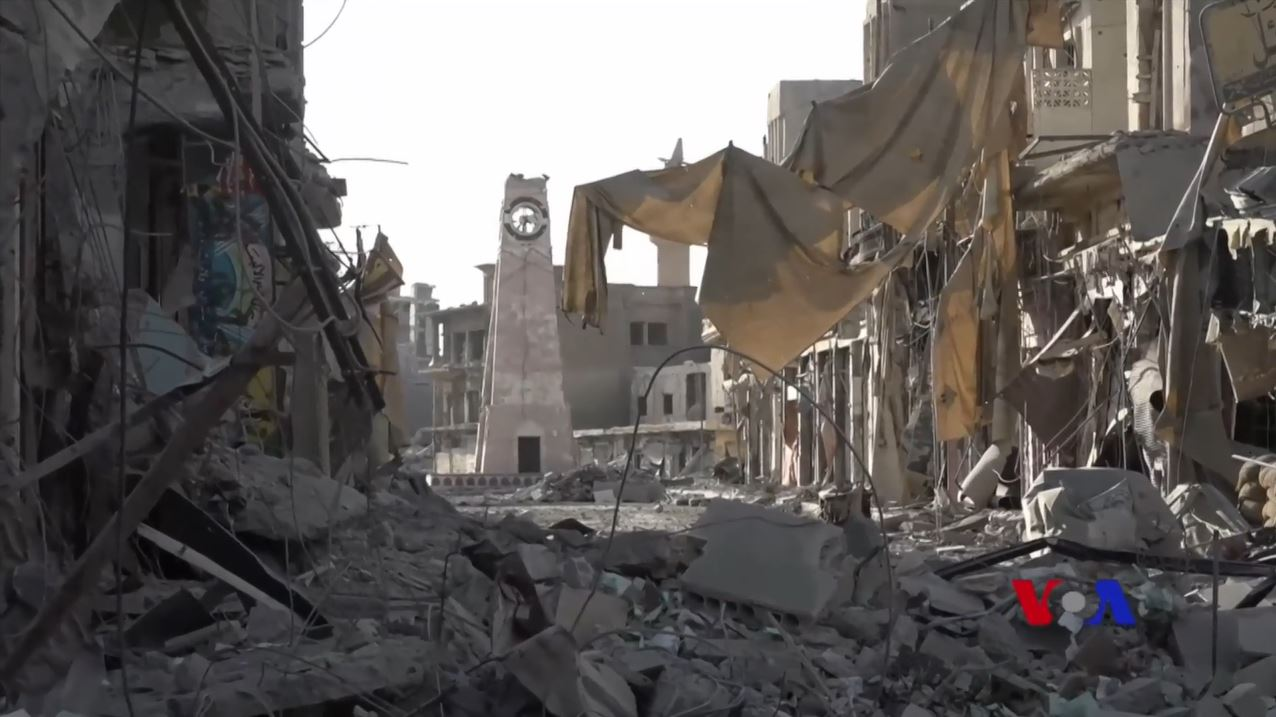
Vue de la place de l'Horloge à Raqqa, fin septembre 2017.

Le 31 juillet, les Forces démocratiques syriennes achèvent dans la soirée la conquête du quartier de Nazlet Chehada, au sud de la ville. Elles concentrent également leur offensive sur le quartier adjacent de Hicham ben Abdel Malek, où les combats ont lieu à quelques centaines de mètres du principal quartier-général de l'État islamique à Raqqa, place de l'Horloge, lieu où les djihadistes menaient leurs exécutions capitales. Les combattants des groupes arabo-kurdes arrivent également aux portes du quartier d'al-Thakana, le plus densément peuplé de Raqqa, situé dans le centre-ville. Le 6 août, l'OSDH estime que 55 % de Raqqa est aux mains des FDS. Le 8 août, les FDS parachèvent la conquête du quartier de Hicham ben Abdel Malek au sud de la ville, imposent un contrôle total sur le quartier de Karim au nord-ouest et contrôlent la plus grande partie sur celui de Rameleh au nord-est. Elles contrôlent alors environ la moitié de la vieille ville,.
Cependant les combats dans la vieille ville sont très durs ; la coalition intensifie alors ses raids aériens et mène 250 frappes entre le 14 et le 22 août, mais elles causent dans le même temps la mort d'au moins 170 civils selon l'OSDH. Les djihadistes utilisent les habitants comme boucliers humains et tirent sur ceux qui tentent de s'enfuir. Le 24 août, Amnesty International publie un rapport dénonçant le caractère « disproportionné », voir « inconsidéré » des frappes de la coalition, tandis que l'ONU réclame « une pause humanitaire » ; Jan Egeland, le chef du groupe de travail humanitaire de l'ONU pour la Syrie, déclare pour sa part à propos des cinq quartiers contrôlés par les djihadistes : « Je ne peux pas imaginer un pire endroit sur terre »,.

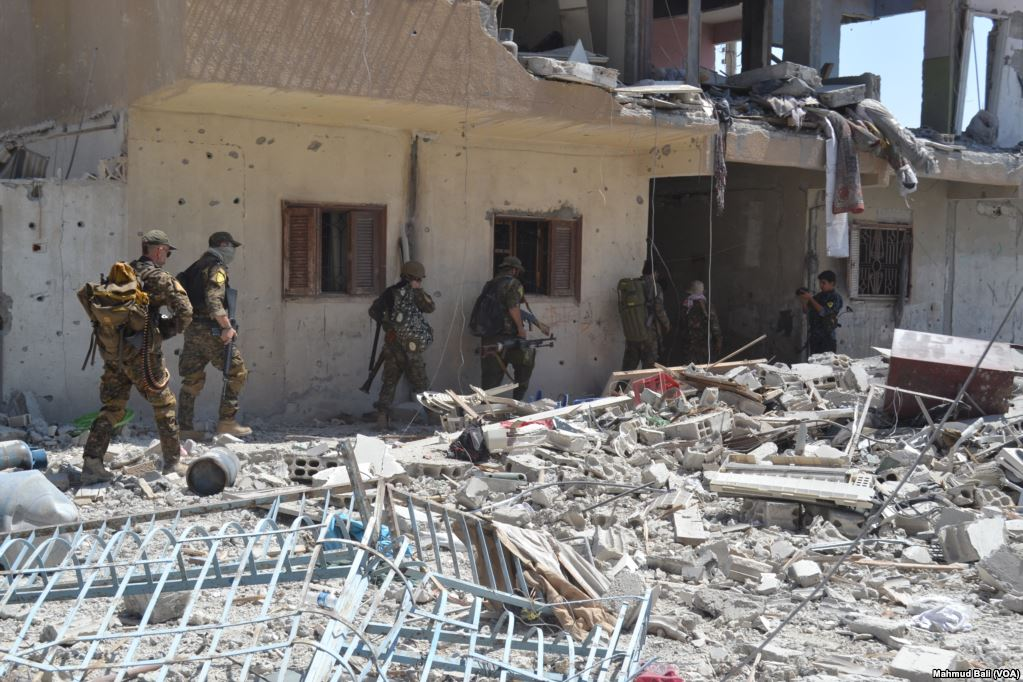
Combattants des Forces démocratiques syriennes à Raqqa, en août 2017.

Le 1er septembre, la vieille ville de Raqqa finit par tomber entièrement aux mains des Forces démocratiques syriennes ; celles-ci se rapprochent alors des « principaux QG » de l'État islamique, et contrôleraient désormais plus de 60 % de la ville. Du 12 au 14 septembre, elles achèvent la conquête du quartier d'al-Thakana et contrôlent alors 70 % de la ville selon l'OSDH,. Le lendemain, la grande mosquée Omar Abdel-Aziz est détruite par les bombardements de la coalition.
Le 15 septembre, les Forces démocratiques relancent l'offensive sur le front nord de Raqqa. Les 18 et 19 septembre, après une « attaque surprise » des Kurdes et plus de 70 raids aériens de la coalition, les hommes de l'État islamique se retirent de leurs dernières positions dans la base de la division 17 et de cinq quartiers au nord de Raqqa ; ils tiennent encore le centre-ville et le grand quartier d'al-Amine, ainsi que d'anciens immeubles gouvernementaux dotés d'abris et de tunnels, le principal hôpital de Raqqa et la partie souterraine du stade de football,,. Appelés le « Point 11 », les sous-sols du stade étaient utilisés comme siège des services secrets de l'État islamique, là où étaient retenus ses otages et ses prisonniers importants,.

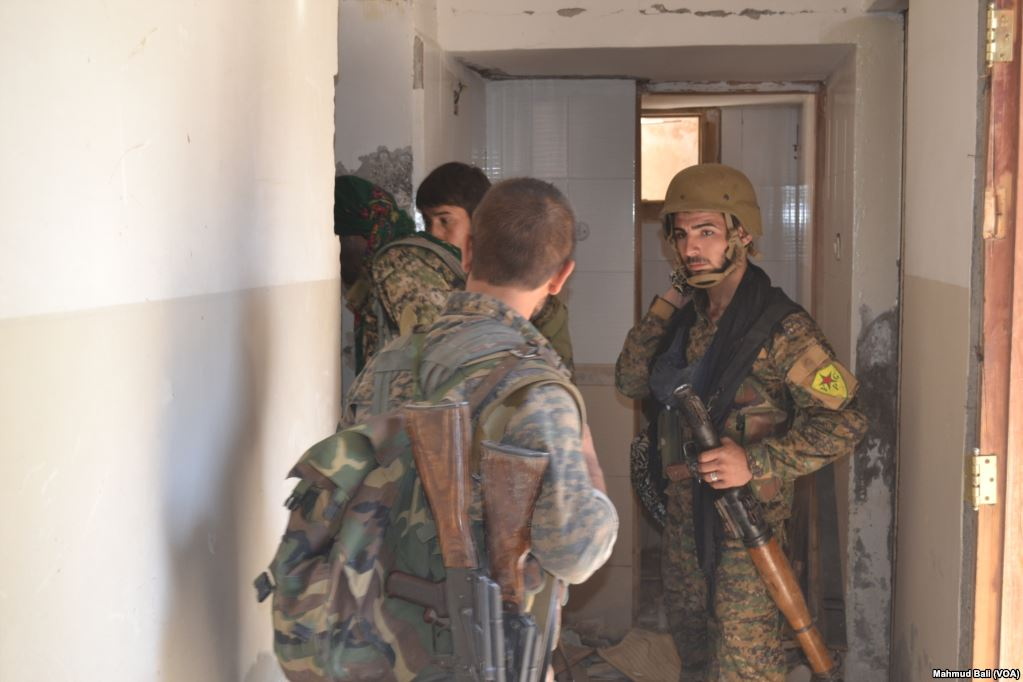
Combattants des Forces démocratiques syriennes à Raqqa, en août 2017.

Le 20 septembre, la coalition affirme que les FDS tiennent 65 à 70 % de Raqqa, les FDS déclarent la contrôler à 80 % et pour l'OSDH, elles l'occupent à 90 %,,,. Le même jour, une trentaine de djihadistes commandées par un chef marocain se rendent. Le 22 septembre, l'État islamique ne contrôle plus que 5 % de la ville selon l'OSDH, limité au quartier d'Al-Amine et quelques ruelles adjacentes, notamment Haret el Badou et Haret el Malaab. Le 24 septembre, un groupe de djihadistes déguisés en combattants des FDS parvient à s'infiltrer dans le quartier de Machlab en passant par des tunnels ; l'agence Amaq affirme alors qu'une centaine d'hommes des FDS ont été tués lors de ce raid, ainsi que trois militaires américains des forces spéciales et deux Français blessés. Le 28 septembre, le « calife » Abou Bakr al-Baghdadi appelle ses partisans à résister dans un enregistrement audio ; le même jour, les forces de l'État islamique tentent un assaut, mais les FDS les repoussent.
Le 2 octobre, les Forces démocratiques syriennes achèvent la conquête des structures de commandement de l'État islamique ; une zone comprenant le quartier-général et les bâtiments administratifs, situés dans le quartier d'al-Nahda, alors contrôlé pour moitié par les groupes arabo-kurdes. Les djihadistes ne tiennent alors plus qu'une poche comprenant le stade municipal de football et l'hôpital national, transformé en base militaire,.

### Accord d'évacuation des djihadistes

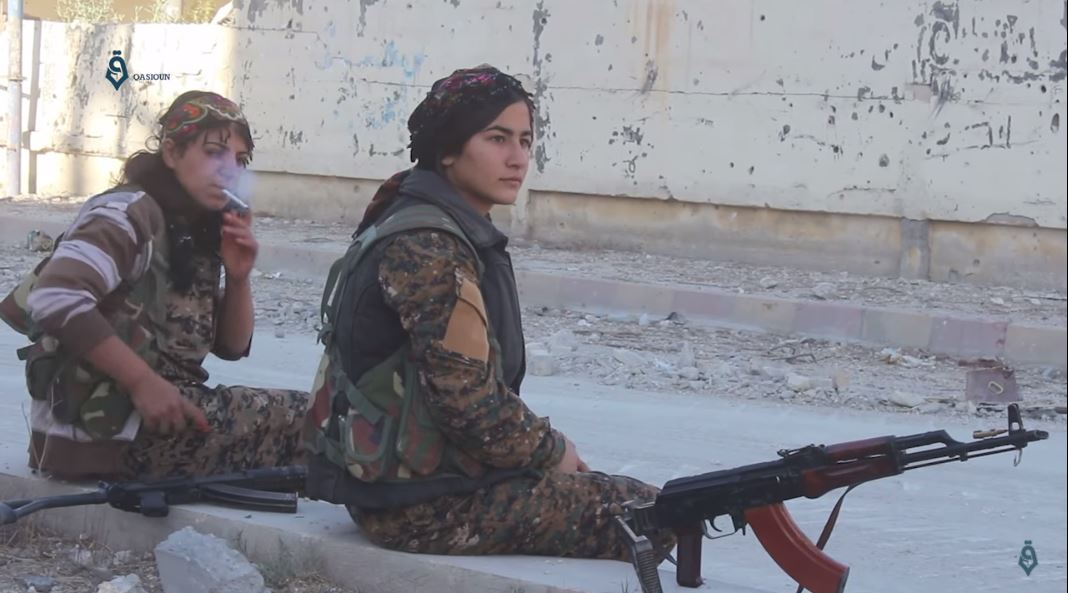
Combattantes des YPJ à Raqqa, le 20 octobre 2017.

Le 10 octobre, la coalition annonce que des négociations sont menées par des responsables locaux et des figures tribales du Conseil civil de Raqqa — une administration locale mise en place par les FDS — pour obtenir l'évacuation des derniers civils de Raqqa — estimés alors au nombre de 8 000 selon le Bureau de la coordination des affaires humanitaires (OCHA) — retenus dans la poche aux mains des djihadistes. La coalition estime pour sa part que 300 à 400 hommes de l'État islamique sont encore présents à Raqqa. Pour les FDS, ils seraient entre 400 et 600 ; 800 à 900 autres combattants seraient blessés. Selon la coalition internationale, environ 100 djihadistes se rendent aux FDS les 13 et 14 octobre.
Les négociations aboutissent à un accord, signé entre le 11 et le 13 octobre, et annoncé le 14 octobre,. En échange de la libération de civils retenus comme boucliers humains, les djihadistes de l'État islamique et leurs familles sont autorisés à se retirer hors de Raqqa. Selon la coalition, à la date du 14 octobre, 1 500 civils ont pu être évacués en une semaine. Puis le soir du 14 octobre, 3 000 autres civils peuvent à leur tour quitter la ville selon le porte-parole des FDS, Talal Sello, qui affirme également qu'il s'agissait des derniers civils retenus à Raqqa comme boucliers humains et que seuls quelques habitants proches des combattants djihadistes sont alors encore présents dans l'ultime poche occupée par l'EI.
L'évacuation des djihadistes — syriens et étrangers — ainsi que des membres de leurs familles, débute dans la nuit du 14 au 15 octobre,,,,. Le 15 octobre, le conseil civil indique que 275 djihadistes syriens se sont rendus avec des membres de leurs familles et ont été évacués de la ville mais qu'en revanche les djihadistes étrangers ont été exclus de tout accord d'évacuation,,. Des photos des prisonniers sont publiées par les FDS, mais selon le journaliste Wassim Nasr : « un grand nombre d'entre eux n'étaient pas tous des combattants. Beaucoup étaient des personnes de la région enrôlées dans l'administration de l'EI ». La coalition avait également affirmé son opposition à une évacuation des djihadistes étrangers ; son porte-parole, le colonel Ryan Dillon, déclare le 15 octobre : « La dernière chose que nous voulons, c'est que les combattants étrangers soient libérés et qu'ils puissent retourner dans leur pays d'origine et causer plus de terreur ». En réalité, les étrangers de l'EI sont également concernés par l'accord ; selon Wassim Nasr : « Les étrangers étaient en minorité, mais majoritaires parmi les postes de commandement. C'est pour cela qu'il était impensable que les négociations excluent les combattants étrangers. Les Américains ont tenté d'opérer une scission entre les djihadistes locaux et étrangers, mais sans succès ».
Selon la BBC, 250 à 300 djihadistes — dont des dizaines de commandants étrangers — et 3 500 membres de leurs familles sont évacués dans un convoi comprenant 47 camions, 13 bus et plusieurs dizaines de voitures. Ce convoi prend la route le 14 octobre et entre le 15 dans les derniers territoires contrôlés par l'État islamique dans le gouvernorat de Deir ez-Zor. Quelques dizaines d'autres partisans de l'EI se réfugient dans la région d'Idleb ou gagnent clandestinement la Turquie, via des passeurs,,,. Selon l'OSDH, 127 familles de membres de l'État islamique se rendent dans le gouvernorat d'Idleb.
La coalition internationale déclare ne pas avoir été impliquée dans les négociations et affirme avoir exigé que les combattants de l'EI se rendent sans conditions,,. Selon Wassim Nasr : « La coalition internationale était au départ hostile à cet accord. De nombreuses rencontres se sont tenues entre des intermédiaires sunnites et des officiers américains. Nous avons obtenu la copie d'une lettre des chefs tribaux locaux, qui implore le commandement américain de laisser sortir les derniers civils utilisés comme boucliers humains ». Il indique qu'avec cet accord, contrairement à bataille de Mossoul, qui s'est achevée par un « carnage » de civils, « à Raqqa, la coalition s'épargne un coût humain et financier énorme. Les Américains, qui soutiennent les forces kurdes, ont tout intérêt à ce que celles-ci gagnent la sympathie des populations locales, et à ne pas bloquer les accords conclus sur le terrain. Ils ont en effet échoué là où, au sud du pays, Bachar al-Assad est en train de réussir : rallier des milices sunnites antidjihadistes ».
Selon l'OSDH, l'évacuation a aussi été retardée à cause des pressions de la France qui refusait que le chef djihadiste Abdelilah Himich, soupçonné d'être impliqué dans l'organisation des attentats du 13 novembre 2015, puisse être exfiltré de la ville,. Pour Wassim Nasr cependant, malgré son opposition à l'accord, « la France n'a pas pesé bien lourd dans ces discussions ».

### Prise totale de Raqqa par les Forces démocratiques syriennes

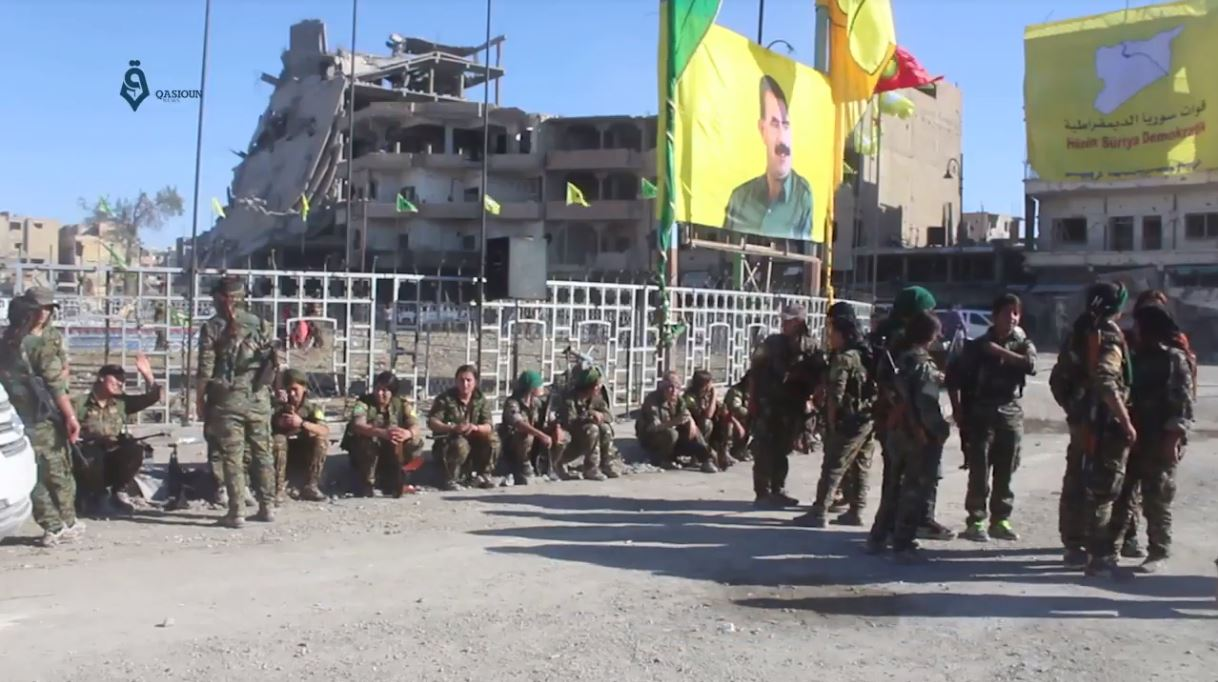
Membres des YPG et des YPJ sur le rond-point d'al-Naïm avec le portrait d'Abdullah Öcalan.

Selon l'OSDH, seuls 150 combattants étrangers tiennent encore les dernière positions de l'État islamique à Raqqa au soir du 14 octobre. Le porte-parole des FDS affirme pour sa part que 250 à 300 djihadistes ont refusé de se rendre et sont décidés à se battre jusqu'au bout.
Le soir du 16 octobre, les FDS prennent le rond-point d'al-Naïm, où l'État islamique procédait aux exécutions lorsqu'il était maître de la ville ; il avait été abandonné deux semaines plus tôt par les djihadistes mais les groupes arabo-kurdes n'avaient pu en prendre le contrôle à cause des mines. Le 17 octobre, les FDS s'emparent du stade municipal et de l'hôpital ; au moins 22 djihadistes étrangers sont tués et 25 autres se rendent selon les FDS,. La bataille s'achève alors avec la prise de cette dernière poche de résistance et la ville de Raqqa est entièrement conquise par les Forces démocratiques syriennes,,.
Le 18 octobre, la commandante Rojda Felat plante symboliquement le drapeau des Forces démocratiques syriennes sur le rond-point de la place al-Naïm. Le lendemain, les YPG affichent au même endroit un portrait géant d'Abdullah Öcalan. Le 20 octobre, une grande cérémonie est organisée par les FDS dans le stade de Raqqa. Pendant ce temps, les combattants arabo-kurdes poursuivent le déminage et ratissent les ruines à la recherche de cellules dormantes ou de djihadistes isolés, éventuellement cachés dans les immeubles et les tunnels. Mais dès le 19 octobre, une grande partie des troupes des Forces démocratiques syriennes se retirent de Raqqa pour être redéployées dans le gouvernorat de Deir ez-Zor afin de poursuivre une autre offensive contre les djihadistes. Les FDS annoncent également que la ville sera remise à une autorité civile après les opérations de déminage. Mais après quatre mois de combats, la ville est détruite ou inhabitable à 80 %,,.

## Pertes

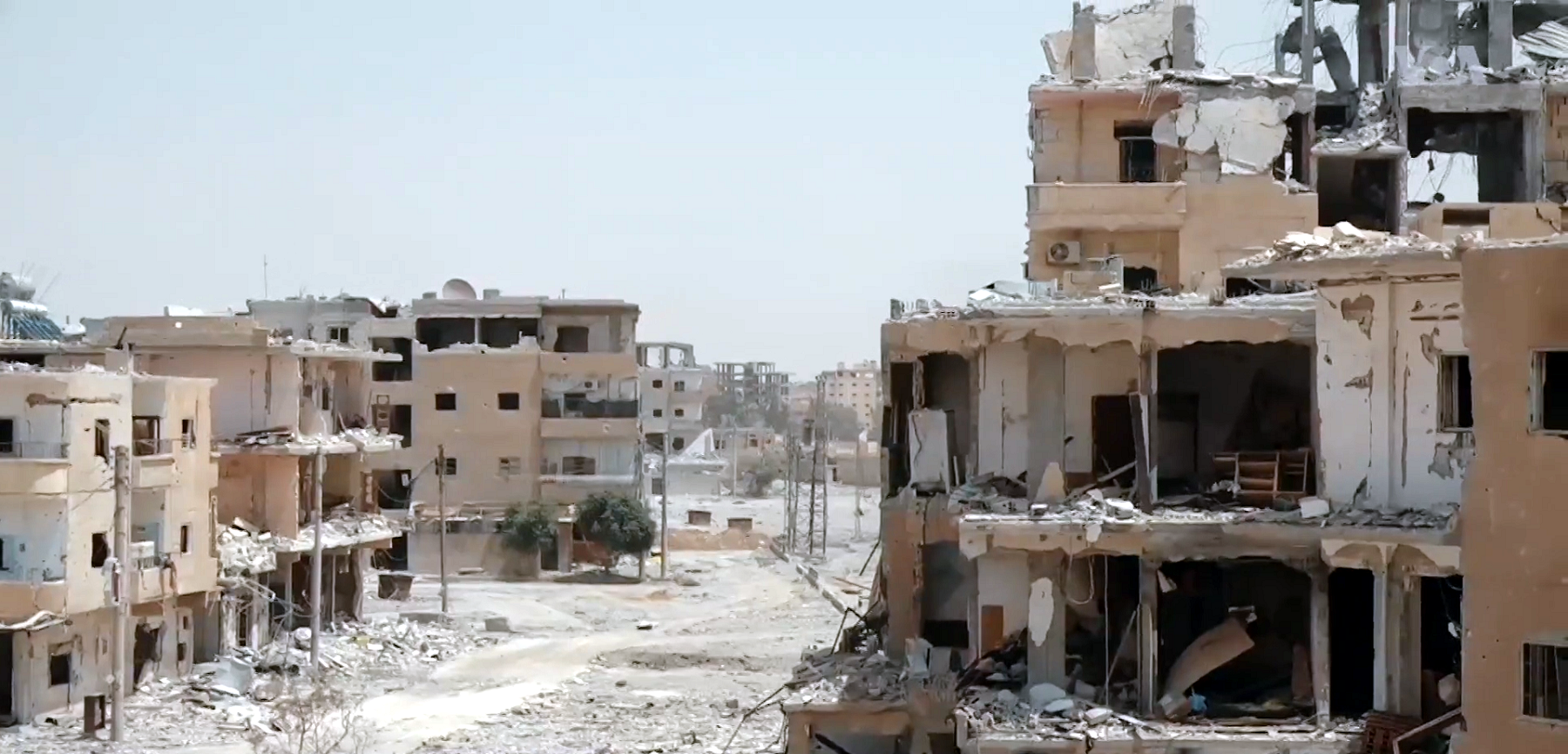
Bâtiments de Raqqa détruits par les combats.

Selon l'Observatoire syrien des droits de l'homme (OSDH), le bilan des combats à Raqqa entre le 6 juin et le 20 octobre 2017 est d'au moins 652 morts pour les FDS — dont deux membres des Forces d'élite syriennes et cinq volontaires étrangers de nationalité américaine, britannique, turque et géorgienne — au moins 1 371 morts dans les rangs de l'État islamique et au moins 1 333 morts parmi les civils, dont 213 femmes et 313 enfants,.
Dans un communiqué publié le 20 octobre, les Forces démocratiques syriennes annoncent pour leur part déplorer 655 morts dans leurs rangs,. Parmi les morts du côté des FDS figure Adnane Abou Amjad, chef du Conseil militaire de Manbij, tué le 26 août 2017.
Le 2 novembre, le général James B. Jarrad, chef des opérations spéciales de la coalition internationale, donne pour sa part un bilan de 434 morts et 903 blessés pour les Forces démocratiques syriennes.
Par ailleurs, 400 djihadistes se sont rendus lors du dernier mois de la bataille selon le colonel Ryan Dillon, porte-parole de coalition internationale. Il déclare aussi le 18 octobre qu'environ 350 jihadistes se sont rendus lors « des dernières 96 heures », dont quatre étrangers.
Le 23 septembre, la France annonce la mort au combat d'un militaire du 13e régiment de dragons parachutistes qui « conseillait des forces locales » en « zone syro-irakienne »,. Selon Le Monde et Libération, il aurait été tué dans la zone de Raqqa,,,.
Du côté des civils, le Haut-Commissariat des Nations unies aux droits de l'homme affirme à la date du 28 juin qu'au moins 173 civils ont été tués à Raqqa depuis le 1er juin, mais précise qu'« il s'agit ici d’une estimation prudente, et [que] le nombre réel pourrait être bien plus élevé ». L'Observatoire syrien des droits de l'homme recense au moins 1 333 morts entre le 5 juin et le 20 octobre 2017 : soit 1 172 civils, dont 203 femmes et 276 enfants, tués par les frappes aériennes de la coalition dans la ville de Raqqa et le village voisin de Zor Shammar, ainsi que 161 civils, dont 10 femmes et 37 enfants, tués par des mines en essayant de fuir la ville. Le Réseau syrien des droits de l'homme (SNHR) fait quant à lui état de la mort d'au moins 1 854 civils à Raqqa, dont au moins 1 058 causés par les frappes aériennes de la coalition, 311 causés par l'État islamique et 191 causés par les Forces démocratiques syriennes,. Raqqa Is Being Slaughtered Silently, le collectif de journalistes citoyens syriens, donne un bilan assez proche, avec 1 873 morts au moins du 9 juin au 15 octobre 2017. Enfin Airwars, un collectif de journalistes d’investigation, estime en décembre 2017 qu'au moins 1 464 à 1 972 civils ont été tués à Raqqa par les frappes de la coalition et les tirs d'artillerie entre le 6 juin et le 16 octobre 2017 ; 1 925 et 3 575 allégations de morts civiles, imputées à l’ensemble des parties, sont répertoriées.
Amnesty International déclare dans un rapport publié le 5 juin 2018 que le nombre des civils tués dans la bataille de Raqqa est probablement de près de 2 000, mais indique qu'il demeure impossible d’établir un bilan précis à cause du manque de volonté politique et de transparence de la part de la coalition. L'ONG accuse la coalition internationale de « possibles crimes de guerre » et indique que celle-ci « a lancé des frappes aériennes et des tirs d’artillerie aveugles ou disproportionnées. Il s’agit de violations graves du droit international. […] La présence de civils dans la ville n'a pas été suffisamment prise en compte par les forces de la coalition, qui n'ont pas pris les précautions nécessaires pour réduire au maximum les dommages infligés aux civils et aux biens de caractère civil »,,,,,.
Après le rapport d'Amnesty International, la coalition internationale donne son propre bilan à l'été 2018 et ne reconnaît avoir causé la mort de seulement 77 civils, dont 25 femmes et 24 enfants.
Après les combats, les mines continuent de faire des victimes à Raqqa : selon les FDS, 14 personnes — neuf civils, trois combattants des FDS et deux techniciens — sont tuées par des engins explosifs entre le 17 et 24 octobre ; un sniper britannique, volontaire au sein des YPG, trouve notamment la mort le 23 octobre, lors d'une opération de déminage. Le 19 février 2018, l'OSDH affirme qu'au moins 74 civils, dont 20 enfants, ont été tués par des mines à Raqqa en trois mois,. Human Rights Watch affirme pour sa part le 13 février 2018 qu'au moins 450 civils ont été tués ou blessés par ces mines et indique que selon un témoin : « Moyennant la somme de 50 euros, de jeunes hommes proposent un déminage de base pour ouvrir la porte des maisons ».
En octobre 2018, un an après la fin de la bataille, les opérations de fouilles menées par une équipe locale se poursuivent,. À cette date, 2 500 corps ont été récupérés, dont la plupart sont estimés être ceux de civils, selon les déclarations d'Anya Neistat, directrice pour la recherche internationale d'Amnesty International. Cette dernière indique également que l'équipe de recherche estime alors que 3 000 corps sont toujours sous les décombres. Mahmoud Hassan, l'unique médecin légiste de Raqqa, estime également que 1 500 corps ont été enterrés au cours de la bataille dans le parc du « panorama », au sud de la ville. Les corps identifiés — environ 10 à 20 % — sont remis aux familles, les autres sont enterrés dans le cimetière de Tel Bi’a, dans la banlieue est de la ville. À la fin de novembre 2018, 2 871 corps ont été découverts, dont 540 ont été identifiés et remis aux familles.
En janvier 2019, un charnier est découvert près de Raqqa, dans la banlieue agricole d'al-Foukheikha. Il renfermerait jusqu'à 3 500 corps. Huit autres fosses avaient alors été exhumées autour de la ville et contenaient 900 corps.
En avril 2019, une enquête d'Amnesty International et d'Airwars conclut que 1 600 civils ont été tués par les frappes aériennes et les tirs d'artillerie de la coalition internationale pendant les quatre mois de la bataille de Raqqa,,. À cette date, la coalition internationale ne reconnait pour sa part n'être impliquée dans la mort que de 159 civils,,.

## Déplacés
Le 1er août 2017, Hakim Khaldi, coordinateur de Médecins sans frontières (MSF), déplore que le dispositif pour prendre en charge les civils soit « minimal » ; seulement 8 000 personnes sur les 190 000 déplacés de la province de Raqqa sont regroupées dans le principal camp de réfugiés de la région ; « la grande majorité est livrée à elle-même, et doit trouver refuge chez l’habitant, dans des camps rudimentaires, ou camper dans la rue ». Hormis une structure de soin tenue par les FDS à l'ouest de Raqqa mais réservée prioritairement aux combattants, les civils blessés ne peuvent être soignés que dans les hôpitaux de Kobané et Tall Abyad, à deux heures et demie de route de la ligne de front. Ces hôpitaux sont soutenus par MSF, mais peu de blessés de Raqqa y parviennent. L'hôpital général de Raqqa, bombardé au commencement de la bataille, puis repris par les FDS début juillet, n'est pour sa part plus en mesure de fonctionner,. Certains civils se réfugient dans la ville de Tabqa, pourtant dévastée par les combats en mars et mai.
Le Haut Commissariat des Nations unies pour les réfugiés (HCR) compte, quant à lui, 270 000 déplacés en octobre 2017.

### Cartographie
- Pierre Breteau, Syrie : jour par jour, les combats pour la reprise de Rakka en cartes, Les Décodeurs, Le Monde, 28 août 2017.
- Raqqa, 100 days of urban combat, 6 juin 2017 - 15 septembre 2017.

### Reportages photographiques
- Chris Huby, « Avec les combattants qui affrontent Daech à Raqqa », L'Obs, 27 juillet 2017.
- Chris Huby, « À la reconquête de Raqqa, avec la Brigade de la liberté », Le Figaro Magazine, 28 juillet 2017.
- Chris Huby, "The battle for Raqqa – in pictures", The Guardian, 14 aout 2017.
- Jake Simkin, « À Raqqa, en immersion avec les Forces démocratiques syriennes », Libération, 31 août 2017.
- Louis San, Chris Huby, Guillaume Briquet, « “Les balles sifflaient au-dessus de ma tête” : la bataille de Raqqa racontée par des photojournalistes », Franceinfo, octobre 2017.
- Laurence Geai, « Dans Rakka, “il faudrait dix, vingt ans pour que la vie reprenne” », Le Monde, 21 novembre 2017.

### Vidéographie
- [vidéo] « Syrie : violents combats à Raqa entre arabo-kurdes et jihadistes », AFP, 8 juin 2017.
- [vidéo] « Syrie : bataille de Raqqa, reportage sur la ligne de front », France 24, 14 juin 2017.
- [vidéo] « VIDEO. Syrie : la bataille de Raqqa, au plus près de la ligne de front », France 2, 16 juin 2017.
- [vidéo] « CNN obtains undercover video from Raqqa », CNN, 27 juin 2017.
- [vidéo] Esther Degbe, « Pendant la bataille de Raqqa, la réaction de cette combattante anti-Daech qui vient de frôler la mort suscite l'admiration », Le Huffington Post, 29 juin 2017.
- [vidéo] « Exclusif : à l'assaut de Raqqa, fief de l'EI en Syrie », France 24, 14 juillet 2017.
- [vidéo] « Dans l'enfer de Raqqa en Syrie », France 3, 6 septembre 2017.
- [vidéo] « Plongée au cœur de la bataille de Rakka », VICE News, 21 septembre 2017.
- [vidéo] Cécile Mimaut, Gilles Gallinaro et Franck Mathevon, « DOCUMENT FRANCEINFO. À Raqqa, l'assaut final sur le fief de Daesh en Syrie : “Si on libère l'hôpital, on libère la ville, en 48 heures” », Franceinfo, 4 octobre 2017.
- [vidéo] « Syrie : la bataille de Raqqa entre dans sa phase finale », France 24, 16 octobre 2017.
- [vidéo] « Syrie : les dernières heures des jihadistes à Raqqa », France 24, 17 octobre 2017.
- [vidéo] Joséfa Lopez, « Guerre en Syrie : pourquoi la prise de Rakka est un enjeu majeur », Le Monde, 18 octobre 2017.
- [vidéo] « Raqqa : au cœur de la ville libérée », France 2, 18 octobre 2017.
- [vidéo] « VIDEO. Images spectaculaires de la libération de Raqqa », 20 Minutes, 19 octobre 2017.
- [vidéo] « Des images de Rakka dévastée », Le Monde, 19 octobre 2017.
- [vidéo] Omar Ouahmane, « Syrie : retour à Raqqa, quatre jours après la chute du groupe État islamique », Franceinfo, 21 octobre 2017.
- [vidéo] Ghazi Balkiz, « Inside Raqqa: A city reduced to rubble after years of brutal ISIS rule », CNN, 19 octobre 2017.
- [vidéo] « Syrie : Les Amazones de Raqqa - L'Effet Papillon — CANAL+ », 22 octobre 2017.
- [vidéo] What ISIS left in Raqqa: Torture rooms, bodies and booby traps, CBS News, 6 novembre 2017.
- [vidéo] « Volontaires étrangers dans l'enfer de Raqqa », Premières lignes Télévision, documentaire de Pedro Brito Da Fonseca et Paul Moreira (2019), Arte France. 59 min. 11 octobre 2019.